# Занадто страшна зброя
«Занадто страшна зброя» (англ. The Weapon Too Dreadful to Use) — науково-фантастичне оповідання американського письменника Айзека Азімова, вперше опубліковане у травні 1939 року журналом Amazing Stories. Увійшло до збірки «Ранній Азімов» (1972).

## Сюжет
Люди колонізували Венеру і запровадили дискримінаційні закони щодо місцевої розумної раси, подібно до апартеїду чи законів Джима Кроу на Землі.
Один з венеріанців показує землянину руїни стародавнього міста, що існувало на пікові венеріанської цивілізації. Венеріанець знаходить старовинну зброю, від якої відмовилися тисячі років до нашого часу, оскільки вона була занадто страшною, щоб її використовувати. Але, оскільки домінування земних колоністів зростає, венеріанській опір починає застосовувати цю зброю і звільняє планету від колоністів. Зброя керує невідомим полем, яке може від'єднати розум від мозку.
Венеріанці пропонують Землі підписати рівноправний мирний договір і обіцяють знищити зброю. Земляни після невдалої спроби нападу на Венеру, здаються і підписують договір.